# Бад-Херренальб
Бад-Херренальб (нем. Bad Herrenalb) — город в Германии, курорт, расположен в земле Баден-Вюртемберг. 
Подчинён административному округу Карлсруэ. Входит в состав района Кальв.  Население составляет 7330 человек (на 31 декабря 2010 года). Занимает площадь 33,03 км². Официальный код  —  08 2 35 033.

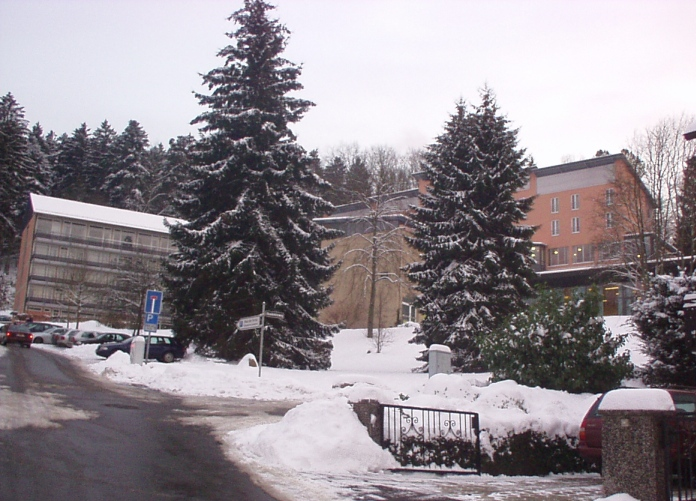
Церковь